# Pawn Sacrifice
Pawn Sacrifice (dansk titel Sidste træk) er en amerikansk biografisk dramafilm fra 2014 om skakstormester og 11. verdensmester Bobby Fischer. Det følger Fischers udfordring mod de bedste sovjetiske skakstormestre under den kolde krig og kulminerede i VM-kampen i skak 1972 mod Boris Spassky i Reykjavík, Island. Den blev instrueret af Edward Zwick og skrevet af Steven Knight, og med Tobey Maguire som Fischer, Liev Schreiber som Spassky, Lily Rabe som Joan Fischer og Peter Sarsgaard som William Lombardy. Den blev udgivet i USA den 16. september 2015.
Filmen fik generelt positive anmeldelser, hvor mange kritikere roste Maguires præstation, mens den internationale skakstormester og tidligere skakverdensmester Anatoly Karpov kritiserede de faglige fejl i skakpositionerne og at man ikke havde brugt en skak-konsulent til at få denne del af filmen gjort korrekt. Den indtjente kun 5 millioner dollars på verdensplan mod et budget på 19 millioner dollars.